# Рамос джин физ
«Рамоз Физ» (англ. Ramos Fizz) также известен под названиями «Рамоз джин-физ» (англ. Ramos Gin Fizz) и «Нью-Орлеанский джин-физ» (англ. New Orleans fizz) — алкогольный коктейль, смешиваемый из джина, соков лимона и лайма, сахарного сиропа, сливок, яичного белка и газированной воды с добавлением апельсиновой воды и экстракта ванили. Классифицируется как лонг-дринк. Входит в число официальных коктейлей Международной ассоциации барменов (IBA), категория «Незабываемые» (англ. Unforgettables).

## История
Напиток создал в 1888 году бармен из Нового Орлеана Генри Рамоз (англ. Henry C. Ramos), по имени которого коктейлю дано название. Позднее его привёз в Нью-Йорк губернатор Луизианы и сенатор США Хьюи Лонг, большой любитель этого напитка.

## Рецепт и вариации
В официальном рецепте Международной ассоциации барменов используются 45 мл джина, 15 мл сока лайма, 15 мл лимонного сока, 30 мл сахарного сиропа, 60 мл сливок, 10 мл яичного белка, 3 капли апельсиновой воды, 2 капли экстракта ванили и газированная вода. Ингредиенты, за исключением газированной воды, смешиваются в стакане в течение 2 минут, затем встряхиваются в шейкере со льдом и сцеживаются в хайбол. На последнем этапе добавляется газированная вода. В качестве гарнира можно использовать дольку цитруса или завиток цедры.
В различных вариациях коктейля сливки могут заменяться молоком, изменяется объём каждого ингредиента (в том числе исключаться ваниль), использоваться разные сорта джина.